# Casino du Lac-Leamy
Le complexe du Casino du Lac-Leamy est un lieu de divertissement important situé à Gatineau, au Canada. Il est l'un des quatre casinos gérés par la Société des casinos du Québec, une filiale de Loto-Québec.

## Historique
Son inauguration a eu lieu le 24 mars 1996, sous le nom de Casino de Hull. En 2001, s'ajoutaient un hôtel (Hilton Lac-Leamy), un théâtre ainsi qu'un centre de congrès.

## Description
Le Casino du Lac-Leamy offre notamment 69 tables de jeu, 1 889 machines à sous et un salon de keno. Le Casino présente une offre intégrée qui comprend :
- Trois restaurants et deux bars, dont Le Baccara, qui se classe parmi les 10 restaurants canadiens, et quatre québécois, ayant la cote Cinq Diamants accordée par les associations d’automobilistes CAA et AAA (détenue depuis 2000). Depuis 2004, la carte des vins du Baccara obtient également le Best of Award of Excellence de la publication Wine Spectator.
- Un établissement hôtelier certifié 5 étoiles, le Hilton Lac-Leamy.  Il s'agit d'un hôtel de 350 chambres ouvert en 2001.  Depuis son ouverture, il a reçu quatre fois la mention Best Overall Performance - Connie Award, qui le classe premier parmi les 240 hôtels Hilton en Amérique du Nord pour la qualité du service et sa performance.
- Une salle de spectacles (Théâtre du Casino) d'une capacité de 1 000 places.
- Un centre de congrès d'une capacité de 1 800 places.

Au 31 mars 2006, son chiffre d'affaires annuel était de 210 millions CAD. Durant la même période (1er avril 2005 au 31 mars 2006), le Casino a reçu près de 3,4 millions de visiteurs.

## Impacts
Des chercheurs de l'École de psychologie de l'Université Laval ont réalisé,  cinq ans après son implantation, une étude sur les impacts du casino. Immédiatement après son implantation, la fréquence de participation aux jeux de casino des habitants de Gatineau, ainsi que les plus grandes sommes perdues au jeu ont augmenté, pour ensuite décroître trois ans et cinq ans après l'ouverture, demeurant cependant supérieures aux données avant l'ouverture.  Par ailleurs, le pourcentage de joueurs pathologiques parmi les habitants n'a pas augmenté, que ce soit un an, trois ans ou cinq ans après l'ouverture.

## Jeux disponibles
Les jeux suivants sont disponibles au Casino du Lac-Leamy :
- Blackjack
- Blackjack Switch
- Spanish 21
- Bataille
- Baccara
- Roulette
- Roulette en direct
- Poker des Caraïbes
- Poker Pai Gow
- Poker Grand Prix
- Poker à trois cartes
- Poker Ultimate Texas Hold'em
- Poker Texas Hold'em (Tables avec croupiers)
- Sic bo
- High Card Flush
- Free Bet Blackjack